# Wappen Israels
Das Wappen Israels gilt seit 1949.

## Beschreibung
In Blau mit silbernem Innenbord ein silberner siebenarmiger Leuchter auf einem zweistufigen sechseckigen Podest. Drei Seiten des Podestes sind sichtbar, unter dem in hebräischem Schriftzug „ישראל“ der Landesname begleitet von je einem silbernen Olivenzweig mit Früchten steht.

## Symbolik

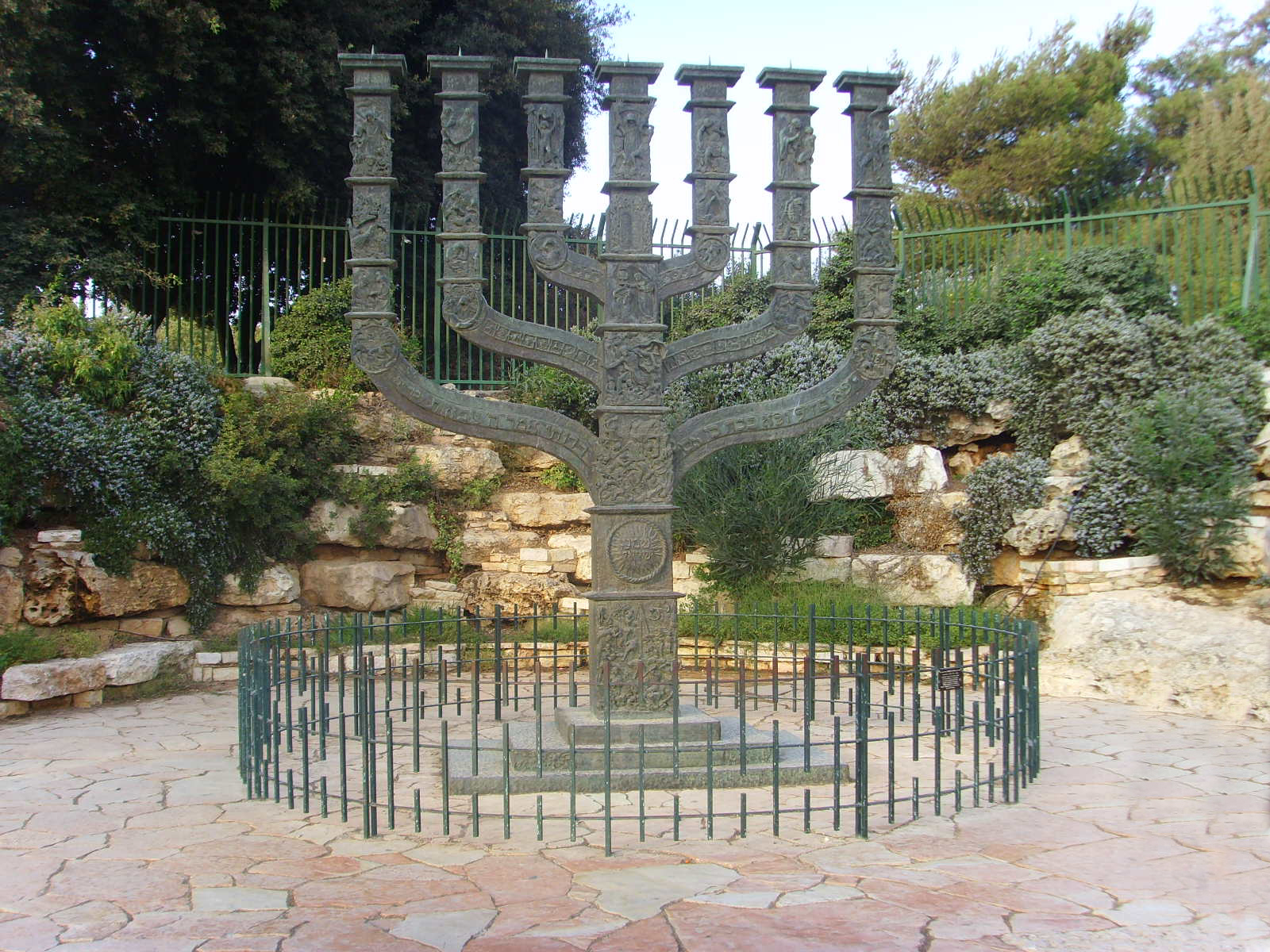
Menora vor der Knesset

Im Wappen mittig eine Menora (ein ritueller jüdischer Kerzenhalter), die auf einem zweistufigen Podest steht.
Unter dem Podest ist der hebräische Schriftzug „ישראל“ zu sehen; auf Deutsch bedeutet dieser „Israel“. Neben dem Davidstern ist der siebenarmige Leuchter, das zweite nationale Symbol Israels. Der Leuchter (Menora) ist ein Ritualgegenstand aus dem Tempel von Jerusalem, wie er auf den Skulpturen des Titus-Bogens in Rom dargestellt ist. Im Jahr 70 n. Chr. eroberte der römische Kaiser Titus Jerusalem. Den letzten Widerstand leisteten die Juden vom Tempel aus, und zwar von der Stelle, wo der Leuchter stand.
Als Zeichen der Souveränität Israels steht ein schmiedeeiserner siebenarmiger Leuchter vor der Knesset, dem israelischen Parlament.

## Vorgänger
Ein älteres Symbol für Israel war die Dattelpalme. Diese wurde auch auf Münzen in der Zeit der Makkabäer geprägt. Die andere Münzseite zeigte Weinlaub. Kaiser Vespasian ließ Gedenkmünzen aus Beutegut aus Jerusalem prägen, die an Soldaten der römischen Armee in großer Anzahl verteilt wurden. Unter der Palme war sitzend eine gefangene und klagende Frau als Personifikation Judäas abgebildet mit dem Schriftzug „IUDAEA CAPTA“.

## Variationen
Das Wappenbild, weiß (an Land) bzw. gelb (auf See) umrandet, ziert auch die quadratische Präsidentenstandarte. Außerdem findet sich das Wappen auf der Flagge des israelischen Premierministers und der des Verteidigungsministers.

2:3  Standarte des Staatspräsidenten
2:3  Standarte des Staatspräsidenten auf See
2:3  Flagge des israelischen Premierministers
2:3  Flagge des israelischen Premierministers auf See
2:3  Flagge des israelischen Verteidigungsministers
2:3  Flagge des israelischen Verteidigungsministers auf See

## Wappen und Embleme israelischer Städte

Wappen von Afula
Wappen von Akkon
Emblem von Aschdod
Wappen von Aschkelon
Wappen von Bat Jam
Emblem von Be’er Scheva
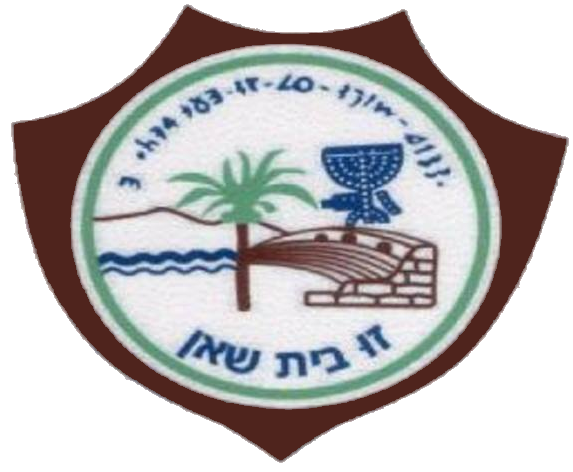
Wappen von Bet Sche’an
Wappen von Bet Schemesch
Wappen von Bnei Berak
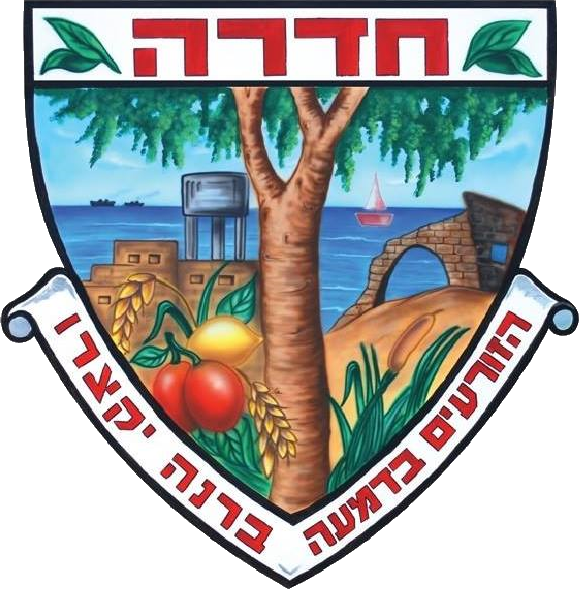
Wappen von Chadera
Wappen von Cholon
Emblem von Dimona
Emblem von Eilat
Wappen von El’ad
Wappen von Giv’atajim
Wappen von Givat Schmuel
Wappen von Herzlia
Wappen von Hod haScharon
Emblem von Jawne
Wappen Jerusalems
Wappen von Karmi’el
Wappen von Kfar Saba
Emblem von Kirjat Bialik
Wappen von Kirjat Gat
Wappen von Kirjat Jam
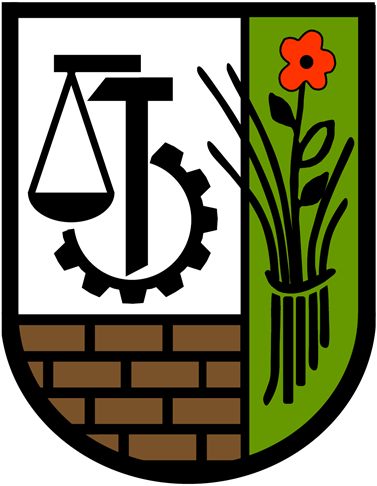
Wappen von Kirjat Mal’achi
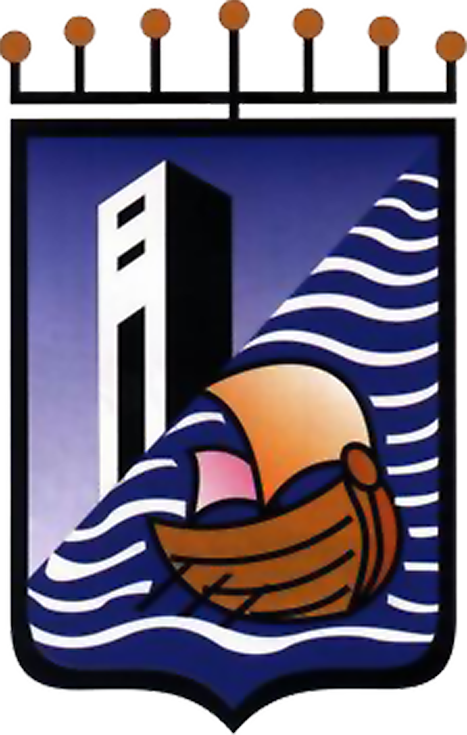
Wappen von Kirjat Motzkin
Emblem von Kirjat Ono
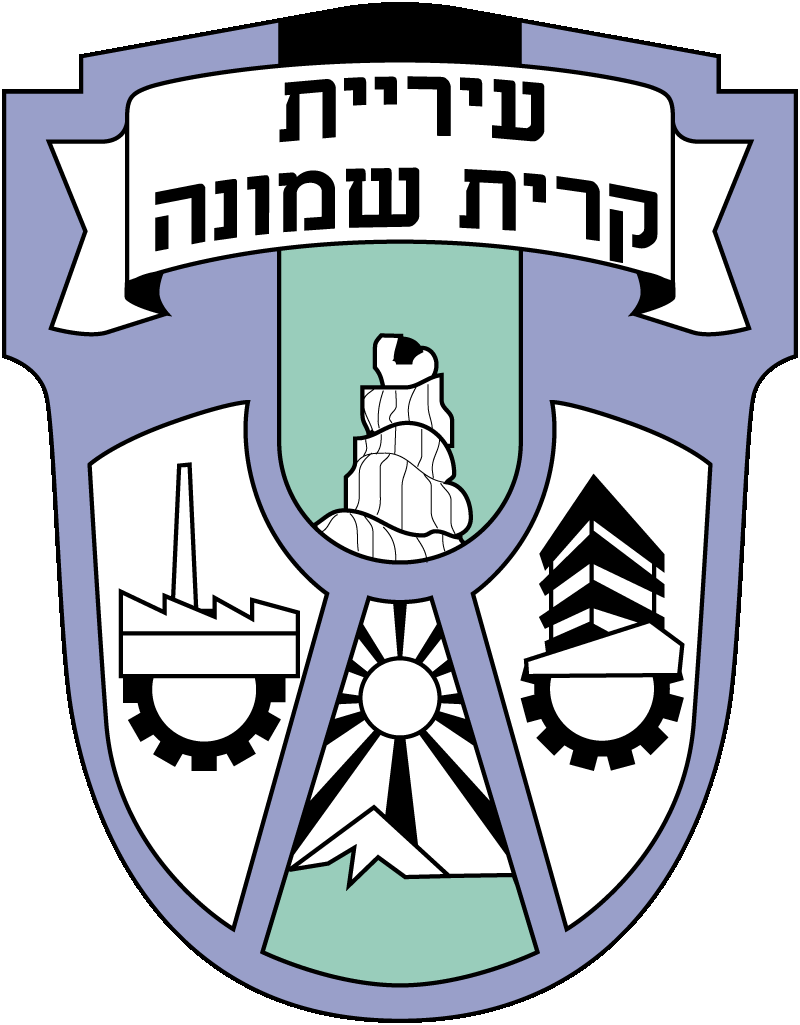
Wappen von Kirjat Schmona
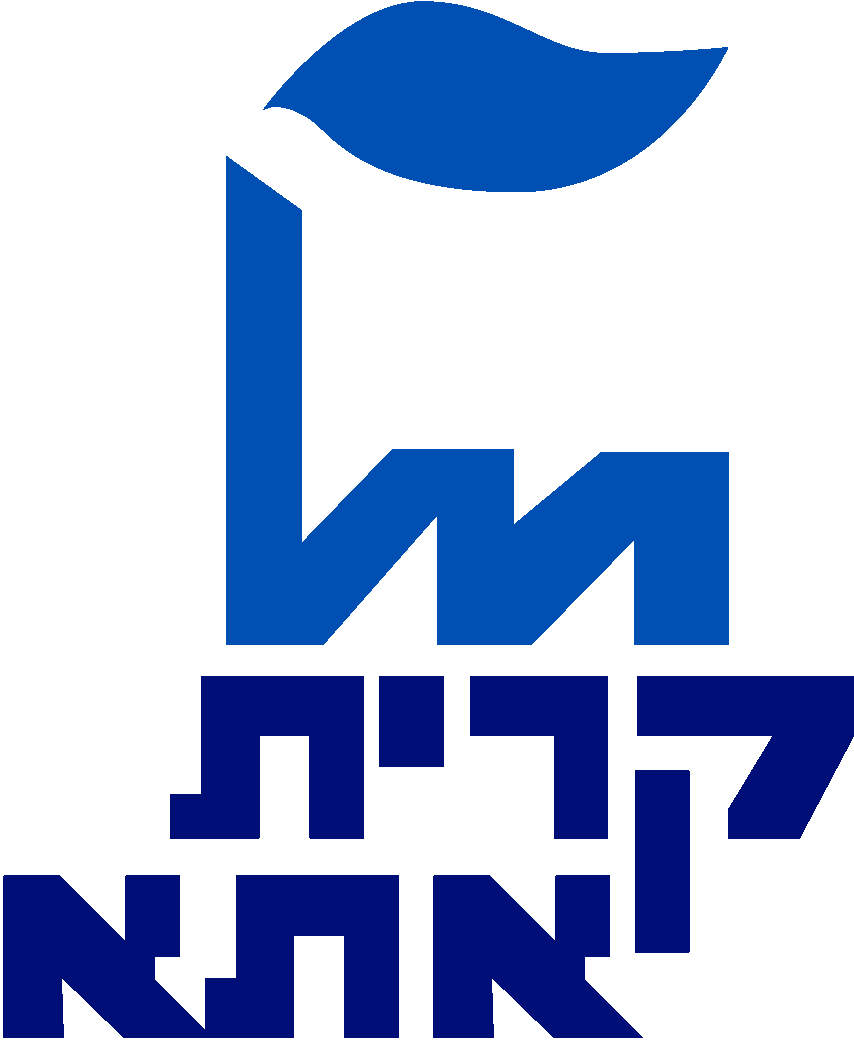
Emblem von Kiryat Ata
Wappen von Lod
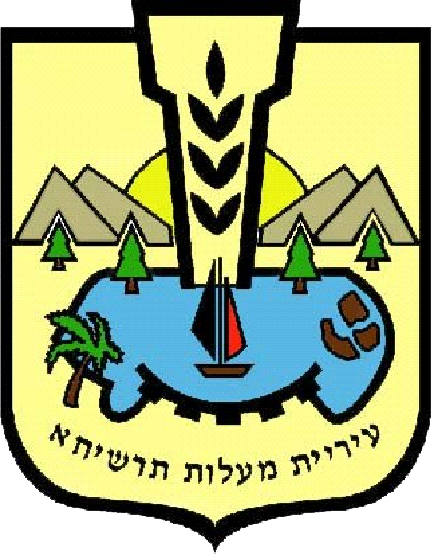
Wappen von Maʿalot-Tarshiha
Wappen von Migdal haEmek
Emblem von Modi’in
Wappen von Naharija
Wappen von Nazareth Illit
Wappen von Nes Ziona
Wappen von Netanja
Emblem von Netiwot
Emblem von Ofakim
Emblem von Or Jehuda
Emblem von Petach Tikwa
Emblem von Ra’anana
Emblem von Rahat
Wappen von Ramat Gan
Emblem von Ramat haScharon
Wappen von Ramla
Wappen von Rechovot
Wappen von Rischon LeZion
Wappen von Rosch haAjin
Emblem von Safed
Emblem von Schefar’am
Wappen von Sderot
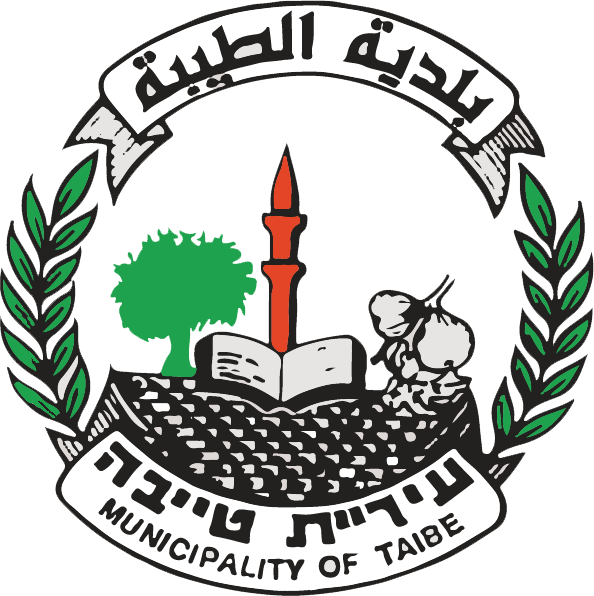
Emblem von Tayyibe
Wappen von Tel Aviv-Jaffa
Wappen von Tiberias
Wappen von Tirat Carmel